# 裂齒

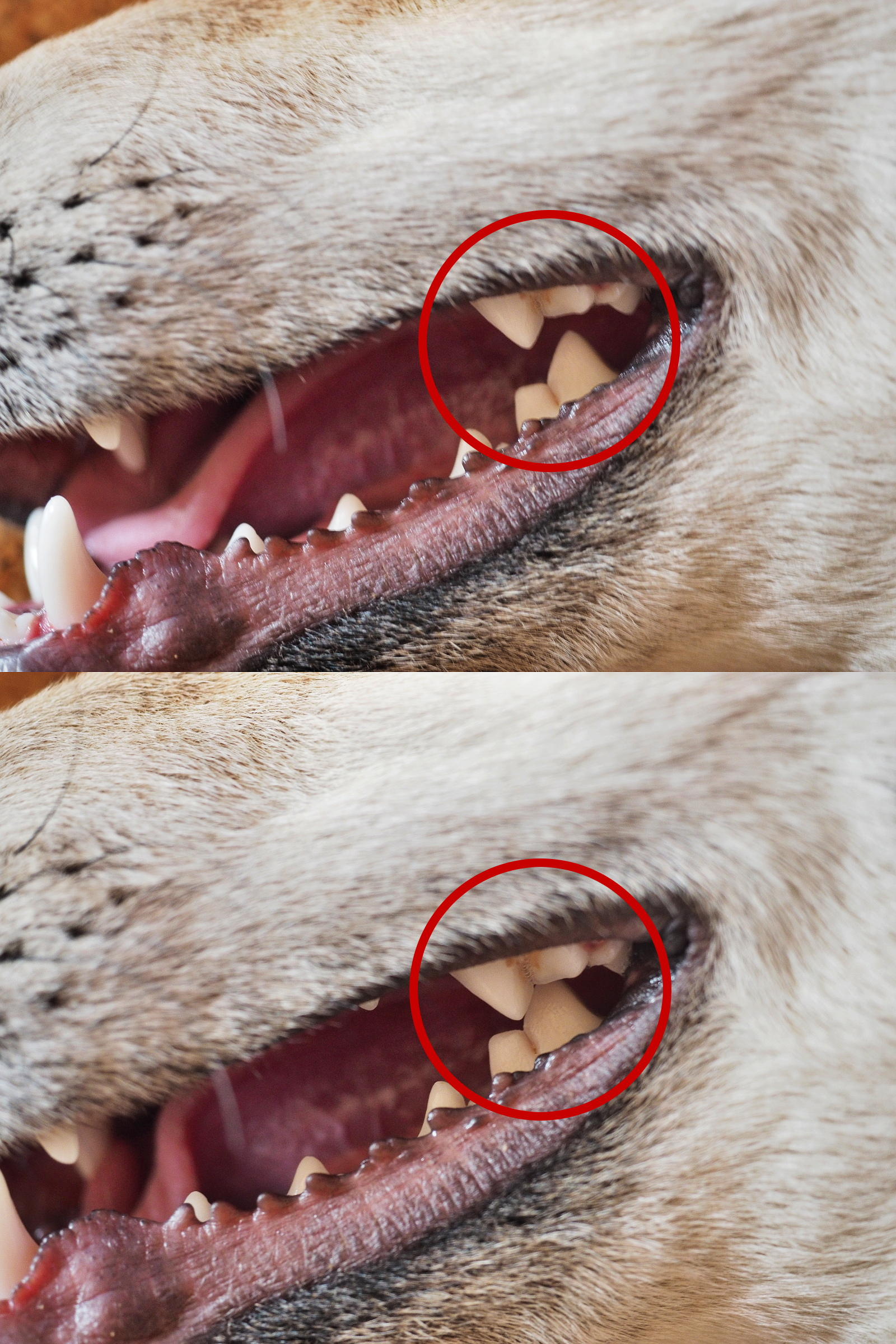
一隻狗的裂齒，即上頜第四前臼齒與下頜第一大臼齒

裂齒（英文：carnassial 或 carnassial tooth）又稱裂牙、割截齒，係肉食性哺乳动物用於撕裂、切割食物的牙齒，通常上下颌各有一對，可能為其中一對臼齒（大臼齿）或前臼齒（小臼齒），其體積較其他臼齒為大，並且有銳利的邊緣。
由於裂齒是一種趋同演化產物，在不同的食肉動物類群中獨立演化，故其位置並不固定，而是因具體物种而異。例如，鬣齒獸科物種的裂齒多為上頜第二大臼齒（M2）及下頜第三大臼齒（m3），食死蝠屬物種的裂齒則為上頜第一大臼齒（M1）及上頜第二大臼齒（M2），而現代食肉動物的裂齒基本均為上頜第四前臼齒（P4）與下頜第一大臼齒（m1）。
有部分文獻將人類的前臼齒稱為裂齒，事實上人類屬於雜食性動物而非肉食性動物，因此並無裂齒一說。